# Emmanuel-Henri-Charles de Crussol
Pour les autres membres de la famille, voir Maison de Crussol.
Emmanuel-Henri-Charles, baron de Crussol d'Uzès (Paris, 11 octobre 1741 - Athis-Mons, 7 juillet 1818) est un général et homme politique français.

## Biographie
Issu de la Maison de Crussol d'Uzès, il est le fils de Pierre-Emmanuel de Crussol, marquis de Crussol et de Florensac, maréchal des camps et armées du Roi, ministre plénipotentiaire du Roi de France auprès de la Cour de Parme, chevalier des ordres du Roi (1717-1758) (branche cadette issue de Louis, fils puîné du duc François), et de Charlotte Fleuriau de Morville (1725-1810). Il est aussi le frère de Alexandre-Charles-Emmanuel de Crussol, bailli de l'ordre de Saint Jean de Jérusalem avec qui il siègera aux Etats-généraux de 1789, et le petit-fils de Charles-Jean-Baptiste Fleuriau de Morville, secrétaire d'Etat à la Marine, puis aux Affaires étrangères, membre de l'Académie Française.
Il suit la carrière des armes :
Il sert tout d'abord comme mousquetaire puis au régiment du Roi infanterie, comme sous-lieutenant en 1756, puis comme lieutenant en second en 1757. Promu capitaine en 1759, il est nommé en 1765 colonel des grenadiers de France, puis en 1770 colonel du régiment de Berry. En 1780, il est promu brigadier des armées du Roi et en 1781 maréchal de camp.

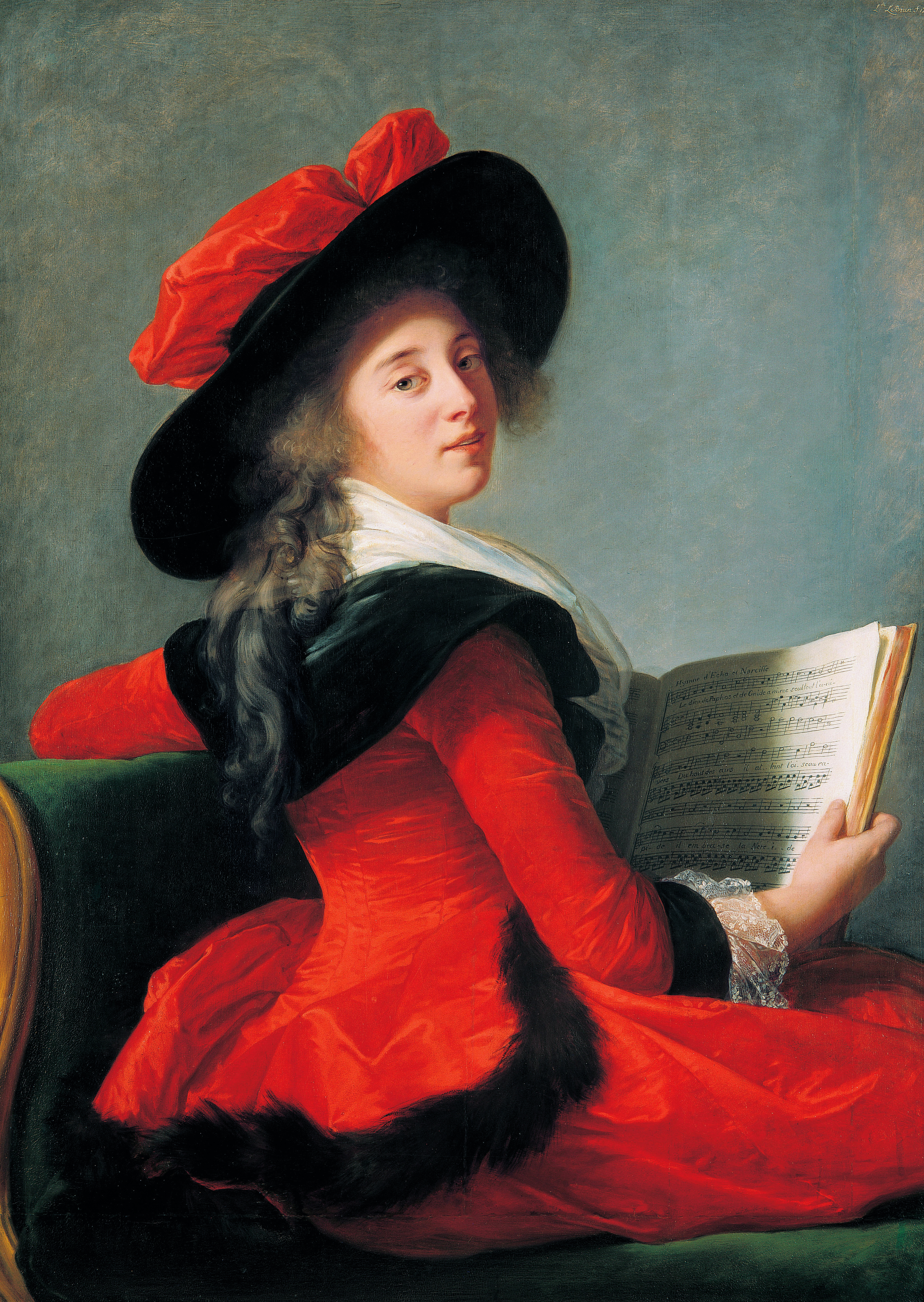
Portrait de la baronne de Crussol, 1785
par Élisabeth Vigée Le Brun
musée des Augustins de Toulouse

Il est aussi gouverneur châtelain de la grosse tour de Laon et grand bailli d'épée au bailliage et siège royal de la ville et comté de Bar-sur-Seine. Ce bailliage le nomme député de la Noblesse aux États généraux le 24 mars 1789. Il siège à droite, défend fidèlement la religion et la monarchie, proteste le 4 janvier 1790 contre la suppression de l'ordre de Malte, se prononce le 19 avril 1790 pour la religion catholique comme religion d'Etat, vote contre les assignats. En 1791, il prête cependant le serment des militaires qui suivit le départ du roi, mais proteste contre la constitution en septembre 1791.  
Il émigre et sert dans l'armée des Princes jusqu'à sa dissolution. Il passe ensuite en Angleterre et regagne la France en 1803, après l'amnistie des émigrés. 
Il se tient à l'écart du régime impérial et Louis XVIII le fait le 23 août 1814 lieutenant-général des armées du roi, grade avec lequel il obtient sa retraite. 
A partir de 1813, il réside au château d'Ozonville, à Athis-Mons, où il meurt en 1818. 

### Distinctions
- chevalier de l'ordre royal et militaire de Saint Louis
- chevalier de l'ordre royal de Notre-Dame du Mont-Carmel et de Saint-Lazare de Jérusalem

### Mariage
Il épouse le 20 février 1770 Bonne Marie Gabrielle Joséphine Bernard de Boulainvilliers (Paris, paroisse Saint Eustache, 7 novembre 1752 - Paris, 7 avril 1829), fille d'Anne Gabriel Bernard de Boulainvilliers, seigneur de Passy, Glisolles, Prévôt de Paris, président au Parlement de Paris (1724-1798) et de sa seconde épouse, Adrienne Marie Madeleine d'Hallencourt (1725-1781). Elle émigre comme son époux et ses deux sœurs, séjourne en Angleterre. 
Tous deux n'ont pas d'enfant et sont inhumés au cimetière d'Athis-Mons, où se trouve leur château d'Ozonville.
Elle laisse le château d'Ozonville à la petite-fille de sa sœur, sa petite-nièce Félicité de Faudoas (1807-1877), épouse de Pons Philippe de Villeneuve.
Avec lui s'éteignit, en 1818, la branche des barons de Crussol. L'autre branche est celle des ducs de Crussol d'Uzès, subsistante.

## Sources
- « Emmanuel-Henri-Charles de Crussol », dans Adolphe Robert et Gaston Cougny, Dictionnaire des parlementaires français, Edgar Bourloton, 1889-1891 [détail de l’édition]